# Édouard Mény de Marangue
Édouard Marie Marc Mény de Marangue (Parigi, 30 novembre 1882 – Beaulieu-sur-Mer, 23 gennaio 1960) è stato un tennista francese.

## Palmarès

### Olimpiadi
- 1 medaglia:
  - 1 bronzo (Stoccolma 1912 nel Doppio maschile outdoor)